# 臉譜

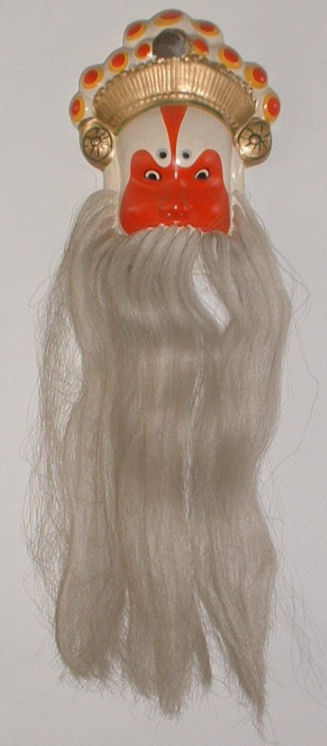
傳統京劇臉譜

臉譜是指中國戲曲演員臉上的化妝圖案，因為這些圖案均有特定的規格，所以被稱為臉譜。臉譜的作用是運用不同的色彩和線條構成各種圖案，以象徵劇中人物的性格和各種特質，例如忠奸善惡等等。
由于表演风格不同，脸谱的笔法、画法、花纹也不同。但是脸谱是与其表演风格相一致的。

## 基本類型
京剧脸谱的描绘着色方式有揉、勾、抹、破四种基本类型：　
- 揉脸：用手指将颜色揉满面部，再加重眉目及面部纹理轮廓，是一种像真性的脸谱。京剧《三国演义》戏中的关羽所揉的红脸，是按照小说、评书所描述的关羽面容而设计的，表示关羽面如重枣，卧蚕眉，单凤眼和七星痔。

- 勾脸：用毛笔蘸颜色勾画眉目面纹，填充脸膛色彩，成为五光十色的图案。有的贴金敷银，华丽耀炫，光彩夺目。京剧《西游记·金钱豹》中的金钱豹即用勾脸，脸膛贴金，脑门上勾豹头形花纹，脸蛋上勾金钱图形，成为一种复杂的花脸，用以表示豹的凶猛。這一词有两种含义：一种是如上所述，代表脸谱的一种类型，另一种是指「在脸上勾画脸谱的手法」。在脸上画勾、抹、破各种类型的脸谱时都用笔来勾画，揉脸的眉目面纹也常用笔来勾，因此勾脸也就成为在脸谱上勾画脸谱的通称。

- 抹脸：用毛笔蘸白粉把脸的全部或一部分涂抹成白色，表示这一类人不以真面目示人，是一种饰伪性脸谱，又称「粉脸」。《三国演义》的曹操在京戏中是奸雄，用大白粉脸，脸上全涂白色。

- 破脸：指左右图形不对称的脸谱，揉、勾、抹三种脸中都有破脸，是一种以贬意为主的脸谱。小说、评书中说宋朝初年的开国功臣郑子明雌雄眼，相貌丑陋，郑子明是京剧中采用破脸的典型人物。

## 样式
清代戏曲已经形成揉、抹、勾、破各种类型，其中勾脸有很大发展，分化出整脸、三块瓦脸、花三块瓦脸、碎脸等格式。
- 整脸：是一种比较原始的形式，整个脸膛由眉窝分隔成脑门和两颊，眉分白眉和黑眉。如《白良关》中尉迟敬德就是黑色整脸，由宽的白眉分隔成黑色的脑门和两颊，脑门为垂直细道。

- 三块瓦脸：除画黑白眉外，还要画眼睛和鼻窝。也就是由眉眼和鼻窝把脸膛分为脑门和两颊三大块。如红色三块瓦脸就是以脸膛的红颜色而论的。

- 花三块瓦脸：是眉、眼、鼻窝的形状和颜色比较复杂化的三块瓦脸，并在脸膛上画上花纹，有的脸膛花纹甚至掩盖了脸膛的颜色。因此花三块瓦脸的颜色是以脸膛脑门的颜色为准的。如项羽的脸谱属于黑色花三块瓦脸，白眉中有花纹，鼻窝中有鼻孔，两颊白色，黑脑门中有花纹。（也有称此种脸谱为十字们门脸谱，因为鼻窝至脑门通天与两眼窝形成十字）

- 碎脸：比花三块瓦脸的颜色、花纹更复杂，有的打破了三块瓦脸的基本形式。如《艳阳楼》中徐世英即是蓝色碎脸，眉眼、鼻窝和脑门、两颊的花纹都很复杂。

## 延伸閱讀
- 中華百科全書：臉譜 （页面存档备份，存于）
- 臺灣大百科全書：臉譜 （页面存档备份，存于）
- 京剧ABC:京剧脸谱图说 （页面存档备份，存于）